# پو یانژو
پو یانژو (انگلیسی: Pu Yanzhu؛ زادهٔ ۱۸ آوریل ۲۰۰۵) ژیمناست ریتمیک اهل چین است.